# Piotr Janiak (siatkarz)
Piotr Janiak (ur. 9 września 1988 w Łodzi) – polski siatkarz plażowy oraz trener piłki siatkowej, reprezentant Polski, medalista mistrzostw Polski w siatkówce plażowej.

## Siatkówka halowa

### Jako trener
Jest licencjonowanym trenerem Polskiego Związku Piłki Siatkowej. W latach 2020-2024 był pierwszym trenerem oraz jednocześnie siatkarzem drugoligowej drużyny MMKS Łęczyca. W sezonie 2024/2025 był asystentem trenera Dawida Michora w kobiecej drużynie LOTTO Chemik Police występującej w TAURON Lidze. W maju 2025 został trenerem drugoligowej drużyny mężczyzn Volley Team Żychlin.

### Jako siatkarz
Grał na pozycji przyjmującego w klubach: Bzura Ozorków (2005-2010), AZS UAM Poznań (2010-2012), MKS Kalisz (2012-2013 oraz 2014/2015), Kęczanin Kęty (2013-2014), Bielawianka Bester Bielawa (2015-2016), MUKS Ziemia Milicka Milicz (2016-2019), MMKS Łęczyca (2019-2025).

## Siatkówka plażowa
Profesjonalne treningi siatkówki plażowej rozpoczął w 2004 roku. W sezonie 2011 w parze z Sebastianem Sobczakiem wywalczył złoty medal mistrzostw Polski podczas finałów rozgrywanych w Niechorzu, a rok później uplasował się na drugim miejscu. W sezonie 2023 w Starych Jabłonkach ponownie stanął na najwyższym stopniu podium mistrzostw Polski tworząc duet z Jędrzejem Brożyniakiem. Ten sam duet zdobył brązowy medal krajowych mistrzostw w sezonie 2024 w Warszawie.
W sezonach 2018 i 2019 wywalczył Puchary Polski podczas turniejów cyklu Plaża Open rozgrywanych w Białymstoku. W 2019 zdobył Superpuchar Polski podczas turnieju Lewiatan Mazovia Beach Ball Przysucha.
Podczas reprezentowania Polski w turniejach międzynarodowy w sezonie 2020 wygrał turnieje Pucharu Świata rozgrywanych w ramach FIVB Beach Volleyball World Tour w Dosze oraz Langkawi. W 2024 w parze z Jędrzejem Brożyniakiem zajął 17. miejsce w mistrzostwach Europy rozgrywanych w Holandii.
Na swoim koncie ma także złote medale mistrzostw Polski służb mundurowych wywalczone w Przemyślu w latach 2021, 2023, 2024.
W czerwcu 2024 poprowadził jako pierwszy trener reprezentację Polski osób niepełnosprawnych w siatkówce plażowej (ParaVolley) do złotego medalu mistrzostw Świata rozgrywanych w Chinach.

### Sukcesy
Puchar świata:
- 2019 (Doha, Katar, turniej 1-gwiazdkowy)[b][13], 2019 (Langkawi, Malezja, turniej 1-gwiazdkowy)[b][14]
- 2022 (Warszawa, Beach Pro Tour Futures)[b][18], 2023 (Warszawa, Beach Pro Tour Futures)[b][19], 2025 (Kraków, Beach Pro Tour Futures)[b][20]
- 2019 (Salala, Oman, turniej 1-gwiazdkowy)[c][21], 2022 (Budapeszt, Węgry, Beach Pro Tour Futures)[b][22], 2023 (Spiez, Szwajcaria, Beach Pro Tour Futures)[b][23], 2024 (Bruksela, Belgia, Beach Pro Tour Futures)[b][24]

Mistrzostwa Polski:
- 2011[a][6], 2023[b][8]
- 2012[a][7]
- 2024[b][9]

Puchar Polski:
- 2018[b][10], 2019[b][11]

Superpuchar Polski:
- 2019[b][12]

## Życie prywatne
Jest żołnierzem Wojska Polskiego. Z wykształcenia nauczyciel. Ma żonę Paulinę oraz trzy córki.